# Zamperl
Als Zamperl wird im bairischen Sprachraum sowie in Teilen von Baden-Württemberg ein kleiner Hund bezeichnet.

## Bedeutung

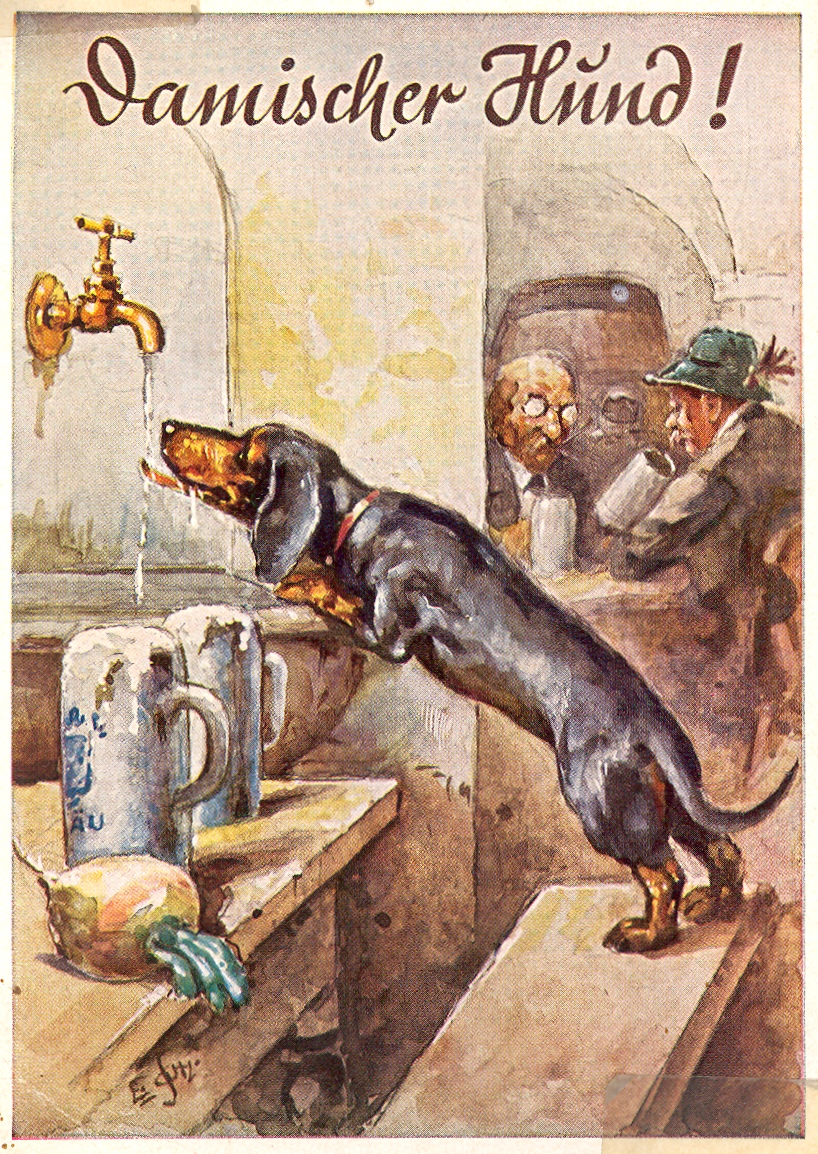
Schwarz-roter Kurzhaardackel (Bayerische Postkarte des frühen 20. Jh.)

Als Zamperl wird ein Hund bezeichnet, der eines oder mehrere der folgenden Kriterien erfüllt:
- Er gehört einer kleinwüchsigen, meist lebhaften Hunderasse an.
- Er befindet sich noch im Welpenstadium. In diesem Fall werden auch Hundejunge von großen Hunderassen (noch) als Zamperl bezeichnet.
- Er ist nicht reinrassig. Diese Hunde werden jedoch häufiger als Stiangglanda (=Stiegengeländer)-Mischling bezeichnet. Der Hinweis auf das „Treppengeländer“ deutet an, dass die Zuchtbedingungen dieses Tiers nicht den Kriterien traditioneller Hundezüchtervereinigungen entsprachen. Auch der Rechtschreib-Duden definiert diesen Begriff als einen bayerischen Ausdruck für einen nicht reinrassigen Hund. Dies kann nicht in dieser Ausschließlichkeit bestätigt werden. Ein bairischer Zamperl kann, muss aber kein Mischlingshund sein.

Große, als gefährlich empfundene Hunde werden im Allgemeinen nicht als Zamperl bezeichnet. Gleiches gilt für Nutzhunde aller Art (z. B. Wach-, Hüte-, Jagd-, Blinden- und Kampfhunde). Eine Ausnahme bildet die Hunderasse der Dachshunde/Dackel/Teckel. Sie wurden ursprünglich für die (Dachs-)Jagd gezüchtet. Das (oder der) Zamperl dient den Menschen als Lebensgefährte und erreicht häufig den Status eines Familienmitglieds.
Gelegentlich werden auch Kleinkinder, die gerade ihre ersten Gehversuche machen, von ihren Bezugspersonen mit dem Kosenamen „Zamperl“ gerufen.

Das Zamperl „Waldi“ als olympisches Maskottchen für die Spiele 1972 in München.

Das Urbild des Zamperls stellt der schwarzhaarige Münchner Kurzhaardackel („Bierdackel“) dar. Seit den 1980er Jahren wird er in der Beliebtheitsskala jedoch zunehmend vom Rauhaardackel verdrängt. Der gelegentlich als „Wurst mit Haxn“ oder „Sausage Dog“ bezeichnete Dackel gilt als erziehungsresistent, stur, dickköpfig, ist aber dennoch kinderlieb, anschmiegsam und liebenswert. Im Münchner Olympiajahr 1972 fand der typische Zamperl Verwendung als Maskottchen der 20. Sommerspiele in der Bayerischen Landeshauptstadt.

## Herkunft
Die Etymologie ist nicht eindeutig geklärt. Zwei Möglichkeiten werden diskutiert:
- Nach dem Wörterbuch der deutschen Umgangssprache von Marianne Küpper wird als Zamperl ein nicht reinrassiger Hund bezeichnet. Nach ihrer Deutung leitet sich das Wort von zempern = vor Ungeduld trippeln her.
- In der Doktorarbeit Romanismen im Baierischen: Ein kommentiertes Wörterbuch von Isabel Alexandra Knoerrich wird der Begriff auf das italienische Wort Zampa für Pfote zurückgeführt und bedeutet nichts anderes als kleiner Hund.[1] Die gleiche Meinung vertritt der englische Sprachwissenschaftler Anthony Rowley in einem Zeit-Artikel von 2004.[2]

## Zamperl in Literatur und Musik

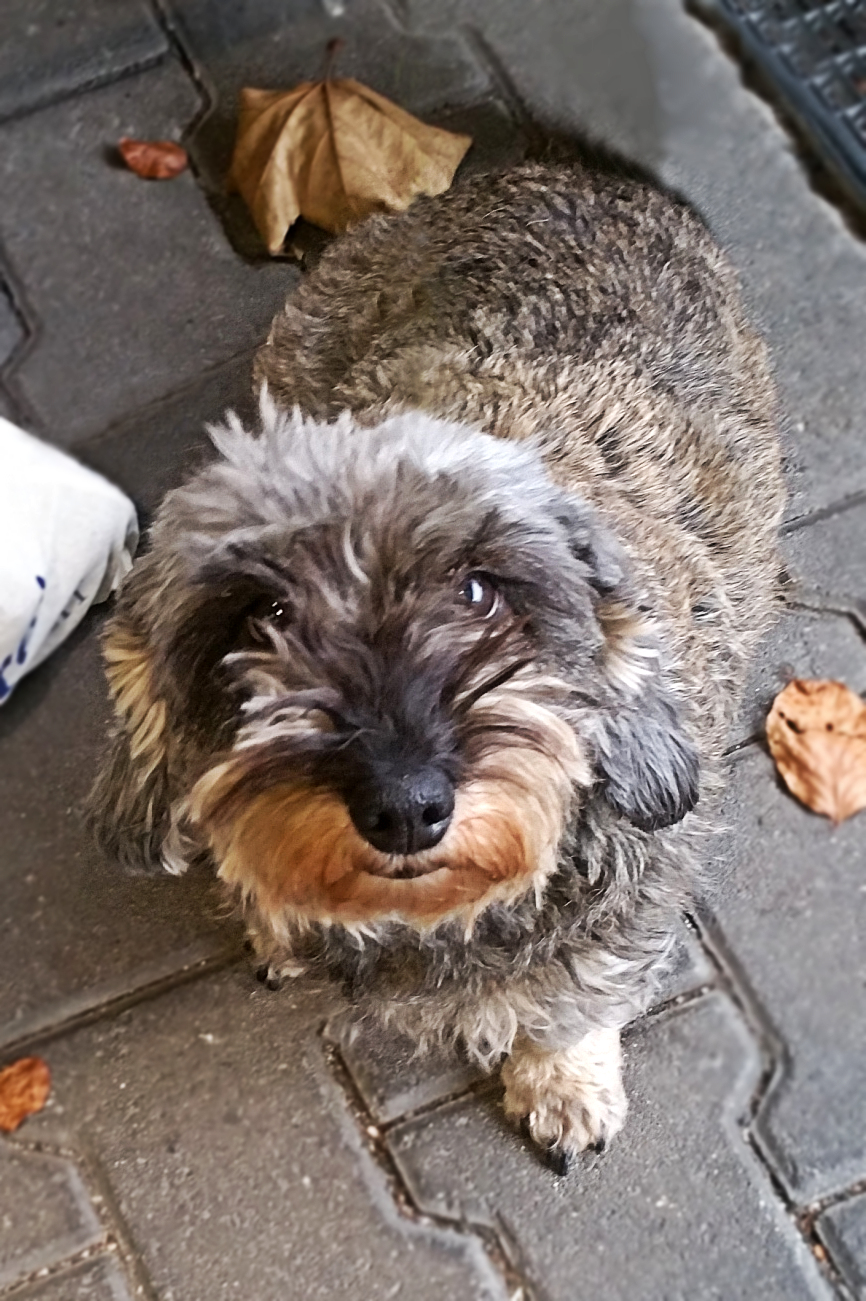
Typischer Dackelzamperl

- Johann Nestroy dichtete um 1830 eine Opernparodie mit dem Titel Zamperl.
- Von dem Wiener Schauspieler Hans Moser (1880–1964) gibt es Das Lied vom Zamperl (Text: Loibl, Musik: Unbekannt), in dem er die Besuche diverser Weinlokale in Begleitung seines Zamperls besingt.
- Der oberbayrische Musikkabarettist und Autor Jörg Maurer widmet in seinem Buch Bayern für die Hosentasche dem Zamperl ein mehrseitiges Kapitel. Darin beschreibt er den Zamperl als einen Hund, der mit seinen hoffnungslos traurigen Augen seiner längst vergangenen Jägerexistenz nachtrauert. Etwas weiter schildert Maurer den Dackelzamperl als einen zum treuherzigen Pflasterwatschler verkommenen Löwen, der allerdings immer noch einige Reste seiner löwenmäuligen Stärke und Erhabenheit in sich trägt.[3]

## Kuriosa

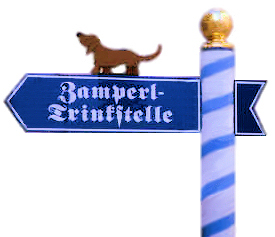
Hinweis auf den Hundetrinkbrunnen

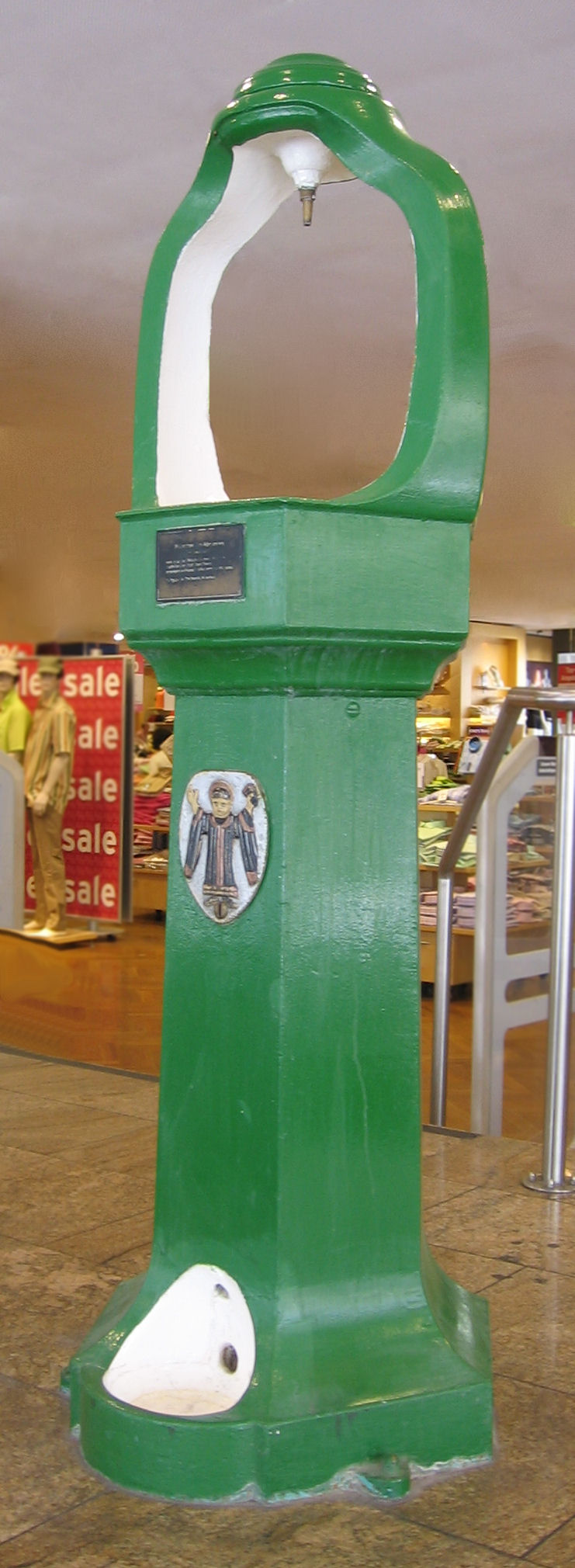
Historischer Trinkbrunnen aus dem Jahre 1927 mit Hundetrinkstelle in Bodennähe

In der bayerischen Landeshauptstadt München wurden in Bauausschreibungen für öffentliche Trinkbrunnen münchenspezifische Versionen mit Hundetrinkschale(n) gefordert. Nachstehend ein Auszug aus dem Antrag Nr. 1049 der Stadtratsfraktion DIE GRÜNEN/RL vom 6. August 1998:
So wurden vom Baureferat Unterlagen und teilweise auch Modelle von Herstellern in Deutschland, aber auch im europäischen Raum eingeholt. Zurzeit liegen dem Baureferat acht Angebote bzw. Dokumentationen über Trinkbrunnen vor, von denen, soweit nicht schon vorhanden, für München modifizierte Modelle (mit „Zamperltränke“) im Maßstab 1:5 gebaut werden.
Bis Ende der 1990er Jahre gab es in München einen nicht städtischen Trinkbrunnen ausschließlich für Hunde. In der Fußgängerzone (Neuhauserstraße) zeigte ein hölzernes Hinweisschild den Weg zu dieser (etwas versteckt gelegenen) „Zamperl-Trinkstelle“.

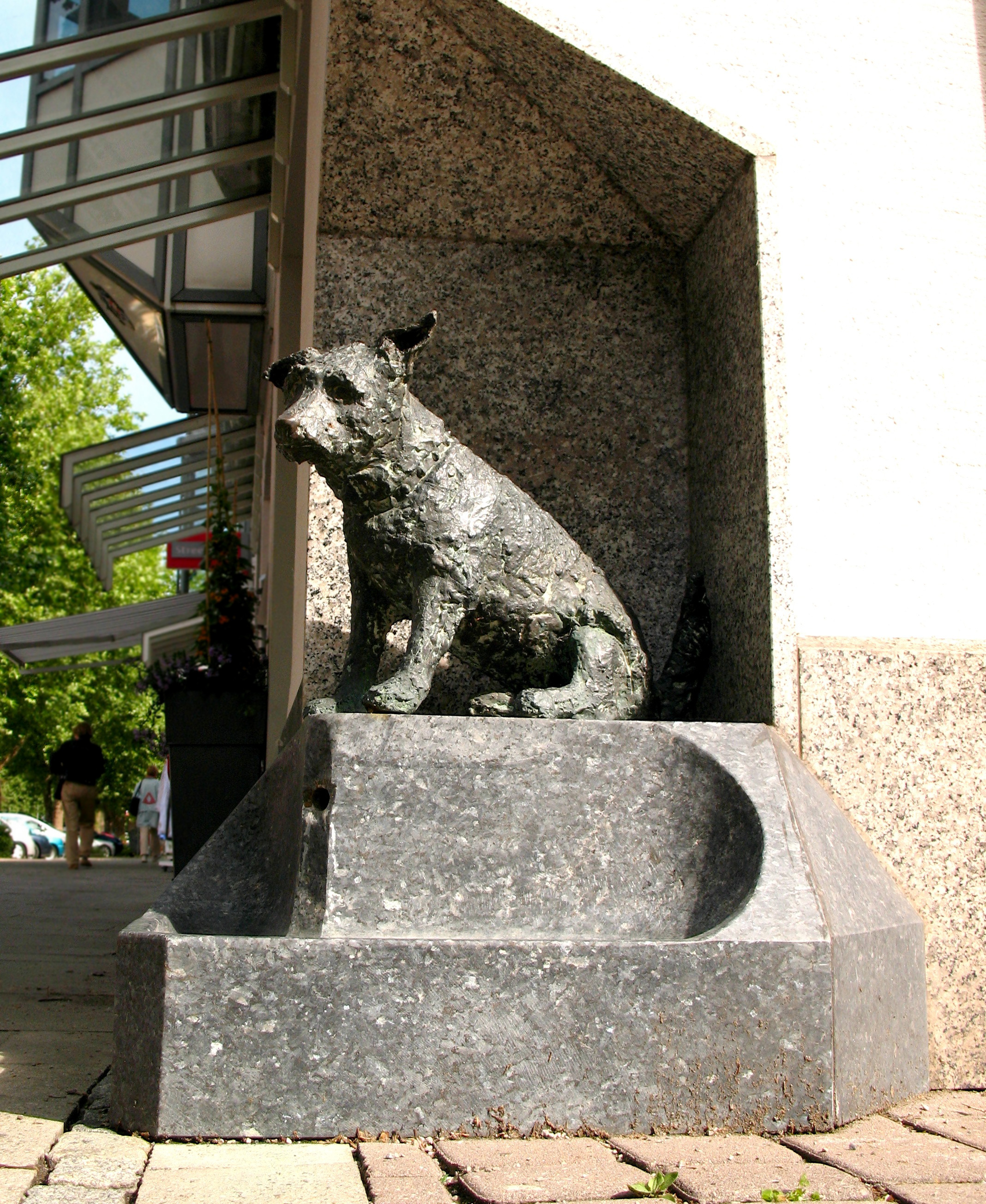
Zamperl-Tränke in Dachau

Zudem existierten zahlreiche Trinkstellen mit integrierter Hundetränke an öffentlichen Plätzen. Meistens trugen sie ein aufgenietetes Messingschild, das den Namen des Stifters dieser Trinkwasserstelle aufzeigte. In der zweiten Hälfte des 20. Jahrhunderts verschwand ein Großteil dieser Einrichtungen aus dem Straßenbild. Einige wenige überlebten als Raritäten in Museen oder landeten als Blickfang im Eingangsbereich von Kaufhäusern.
In München führen mehr als siebzig Zierbrunnen, die im eigentlichen Sinn als architektonische Bereicherung gedacht sind, reines Trinkwasser. Manche davon, wie z. B. der Fischbrunnen am Marienplatz, sind mit einer „Zamperl-Trinkstelle“ ausgestattet.
In der nordwestlich von München gelegenen Landkreishauptstadt Dachau findet sich in der Münchener Straße seit einigen Jahren wieder eine traditionelle (private) Zamperltränke.

## Trivia
Die Ultimate-Mannschaft des TSV Unterföhring im Landkreis München gab sich den Namen „Zamperl Unterföhring“ in Anlehnung an Eishockeymannschaften, die sich „Tigers“, „Eisbären“ usw. titulieren. Unter dieser Bezeichnung erscheinen sie in Spielplänen und Siegerlisten.

## Typische Zamperl

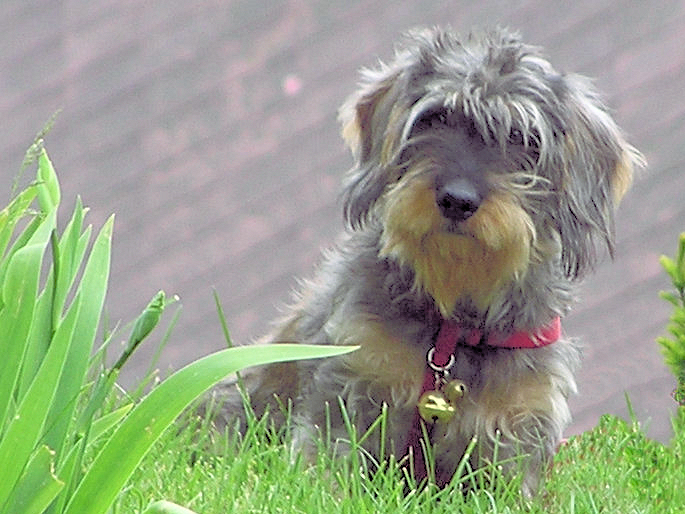
Rauhaardackel
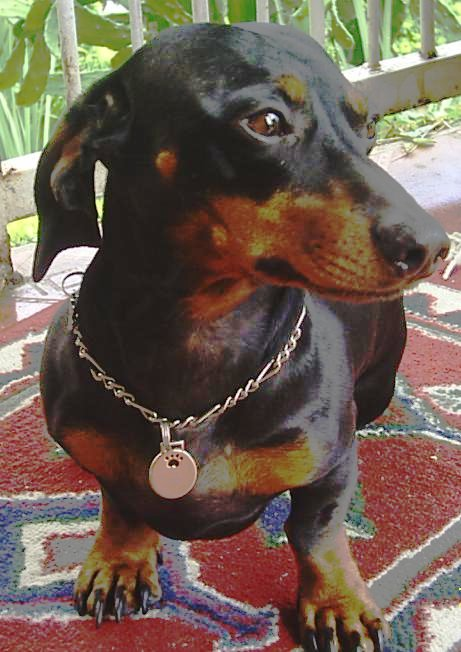
Schwarz-roter Kurzhaardackel
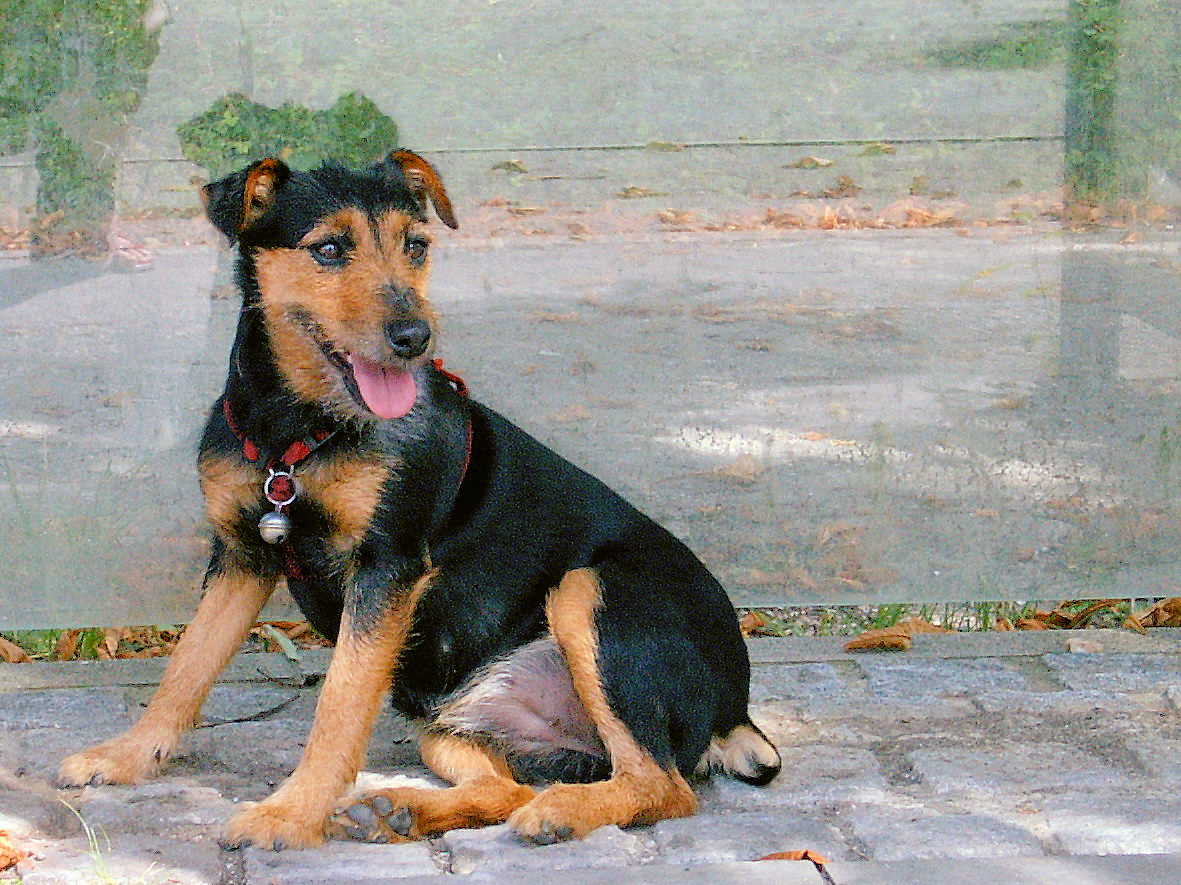
Deutscher Jagdterrier
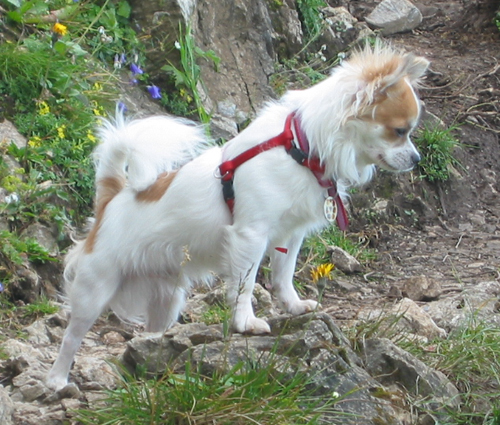
Chihuahua
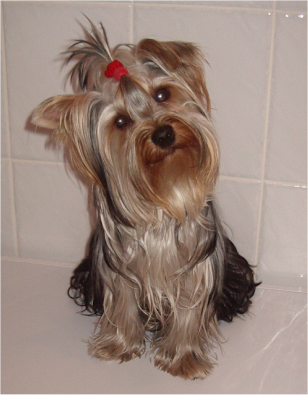
Yorkshire-Terrier
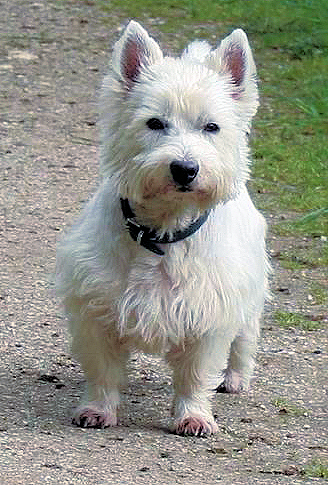
West Highland White Terrier (Westi)
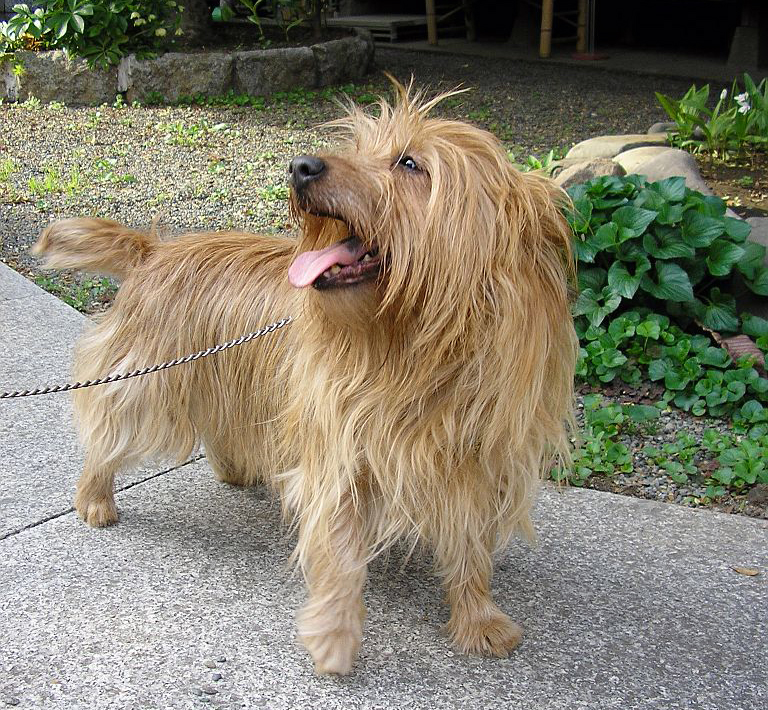
Australian Terrier